# Nagrada Kristine Brenkove
Nagrada Kristine Brenkove je nagrada, ki jo vsako leto leto 22. oktobra na rojstni dan Kristine Brenkove, za najboljšo izvirno slovensko slikanico podeli Strokovno združenje založnikov in knjigotržcev Slovenije pri Gospodarski zbornici Slovenije. Do vključno leta 2011 so nagrado podeljevali okoli 2. aprila, na praznik izvirne slovenske slikanice.

## Splošno o nagradi

### Namen, cilj in poslanstvo
Nagrada se podeljuje z namenom spodbujati slovenske pisatelje in ilustratorje k ustvarjanju kvalitetnih slikanic, hkrati pa ozaveščati starše in pedagoške delavce o pomembnosti izbiranja kvalitetne otroške literature ter motivirati založnike k večjemu vključevanju slovenskih pisateljev in ilustratorjev v založniške programe in tako povečati delež izdanih slovenskih izvirnih slikanic.

### Kaj je slikanica?
Slikanica je natisnjen tekst v prozi ali v verzih z vsaj 40 % ilustracij notranjega obsega na najmanj 5 listih različnih formatov ali materialov.

### Razpisni pogoji
Natečaja se z največ štirimi naslovi slikanic lahko udeleži vsak založnik, ki izpolnjuje naslednje pogoje: 
- slikanica je bila prvič izdana v koledarskem letu pred podelitvijo nagrade,
- nosilec projekta je slovenska založba,
- pisatelj je slovenski,
- ilustrator je slovenski.

Nagrado prejme slikanica, ki izpolnjuje vse štiri pogoje. Nominacijo lahko prejme tudi slikanica, ki ne izpolnjuje enega od pogojev. Nagrada se mora podeliti vsako leto. Podelitev nagrade je 2. aprila, razen v primeru, ko je ta dan sobota ali nedelja. Založnik nagrajene slikanice prejme plaketo, pisatelj in ilustrator pa prejmeta plaketo in denarno nagrado. V primeru, da je avtorjev več, si nagrado razdelijo. Če je pisatelj/ilustrator preminil, ali če gre za ljudsko izročilo, se nagrada ne podeli.
Žirijo vsakokrat imenuje upravni odbor Strokovnega združenja založnikov in knjigotržcev. Mandat žirije traja dve leti in se lahko ponovi. Žirija je od 3- do 5-članska in je sestavljena iz strokovnjakov z likovne akademije ali ustrezne strokovne institucije ter iz oblikovalcev in strokovnjakov s področja leposlovja. Nobeden od članov žirije ne sme biti redno zaposlen v založbi, ki se prijavi na ta nagradni natečaj. Strokovna žirija nominira od 3 do 5 slikanic. Slikanice ocenjuje na podlagi kriterijev oblikovalske in založniške stroke, pri tem se upošteva skladnost vsebine, oblike in materialov. Odločitev žirije je dokončna in ji ni mogoče ugovarjati.
Natečaj mora biti razpisan do 15. januarja vsako leto z rokom za prijavo slikanic 15. februarja istega leta. Razpis se objavi s pozivom založbam in z objavo na spletnih straneh Gospodarske zbornice Slovenije ter Združenja za tisk in medije. Vsak prijavitelj pošlje tri izvode vsake slikanice, ki jo prijavlja na lastne stroške. Po zaključku koledarskega leta, v katerem so bile prijavljene, se v slikanice podarijo v dobrodelne namene.
Založniki nagrajenih in nominiranih slikanic do uporabe blagovne znamke nagrade.

### Predstavitev knjig, razstave
Vse na natečaj prijavljene slikanice so vsako leto razstavljene na sejmih tekočega leta (Knjižni sejem, Otroški bazar, Festival za tretje življenjsko obdobje ...). Nagrajenci se predstavljajo v knjižnicah po Sloveniji.

## Nagrajenci in nominiranci
| Leto | Zmagovalna slikanica | Nominiranci | Opombe | Sklici |
| ---- | --- | --- | --- | ------ |
| 2023 | Rok Tkavc: Pručka (il. Sabina Šinko) posebno priznanje za kakovost tipne slikanice (tipanke): Aksinja Kermauner: Žiga špaget gre na trnek viset (il. Zvonko Čoh) posebno priznanje za izvirnost povezave kakovostnih ilustracij in mladinskih pesmi: Svetlana Makarovič: Kuharica Uharica (il. Igor Šinkovec) | Maša Ogrizek: Naokokoli (il. Miha Hančič) Helena Kraljič: Sofija in labodje jezero (il. Tina Dobrajc) | | [ 1 ]  |
| 2022 | Jana Bauer: Kako objeti ježa (il. Peter Škerl) posebna nagrada za kakovostno povezovanje umetnostnih zvrsti: Helena Kraljič: Sofija in baletni copatki (il. Tina Dobrajc) | Adam in tuba (Žiga X. Gombač, il. Maja Kastelic) Čarobna kost (Majda Koren, il. Tanja Komadina) Nočni obisk (Gaja Kos, il. Ana Zavadlav) Si že kdaj jezdil morskega konjička? (Boštjan Gorenc - Pižama, il. Igor Šinkovec) | | [ 2 ]  |
| 2021 | Nataša Strlič: Osamosvojitev (il. Damijan Stepančič) | | Žirija je pregledala 23 na razpis prispelih slikanic in nominirala 7 slikanic za nagrado in priznanji nove poti.                                                             | [ 3 ]  |
| 2020 | Peter Svetina: Timbuktu, Timbuktu (il. Igor Šinkovec) | Damijan Stepančič: Baraga: črna suknja med Indijanci Brane Mozetič: Ahil in Patrokles. Ilustr. Ana Lucija Šarić Slavko Pregl: O fantu, ki je lepo pozdravljal. Ilustr. Marjan Manček Milan Dekleva: Mala Alma na veliki poti. Ilustr. Huiqin Wang Anja Štefan: Imam zelene čeveljčke. Ilustr. Jelka Reichman Helena Kraljič: Strašni Karlo. Ilustr. Tina Dobrajc | Žirija je pregledala 27 slikanic. Planirane podelitve v živo zaradi epidemioloških ukrepov ni bilo, nominirani avtorji, ilustratorji in založbe so plakete prejeli po pošti. | [ 4 ]  |
| 2019 | Andreja Peklar: Luna in jaz | Helena Kraljič (il. Tina Dobrajc): Pod srečno zvezdo Andreja Peklar: Luna in jaz Lila Prap: Ptiči?! France Prešeren (il. Damijan Stepančič): Krst pri Savici Vesna Radovanovič (il. Kristina Krhin): Petelinček prebudi upanje? Andrej Rozman Roza (il. Zvonko Čoh): O začaranem žabcu                                                                           | Na razpis je prispelo 31 slikanic. Nagrada je bila podeljena v četrtek, 24. oktobra 2019 v Trubarjevi hiši literature v Ljubljani.                                           |        |
| 2018 | Ivan Cankar (il. Peter Škerl): Skodelica kave | Marta Bartolj: Kje si? Ivan Cankar (il. Peter Škerl): Skodelica kave Boštjan Gorenc Pižama (il. Igor Šinkovec): Kaj se skriva očku v bradi? Miroslav Košuta (il. Ana Razpotnik Donati): Zmaj v parku Lila Prap: ZMAJI? Anja Štefan (il. Alenka Sottler): Drobtine iz mišje doline                                                                                | |        |
| 2017 | Andreja Peklar - Ferdo, veliki ptič | Lucija Stepančič, Damijan Stepančič: Arsenije! (MIŠ) Helena Kraljič, Tina Dobrajc: Dve želji (Morfemplus) Lila Prap: Radi štejemo (MK) Simon Gregorčič, Damijan Stepančič: Soči (MIŠ) Fran Levstik, Hinko Smrekar: Martin Krpan (MK) Andreja Peklar: Ferdo, veliki ptič (KUD Sodobnost)                                                                          | Na razpis je prispelo 33 slikanic 14 založb. Nagrada je bila podeljena v ponedeljek, 23. oktobra 2017 v Trubarjevi hiši literature, v Ljubljani.                             |        |
| 2016 | Ida Mlakar: O kravi, ki je lajala v luno | Peter Svetina in Ana Razpotnik Donati: Kako je gospod Feliks tekmoval s kolesom Helena Kraljič in Adrian Janežič: Beli in črni muc Peter Svetina in Kristina Krhin: Sredi sreče in v četrtek zjutraj Milan Dekleva in Jure Englesberger: Menjalnica sanj | Na razpis je prispelo 29 slikanic. |        |
| 2015 | Maja Kastelic - Deček in hiša (MK) | Lila Prap: Kraca (MK) Barbara Simoniti in Peter Škerl: Andrej Nespanec (MK) Peter Svetina in Damijan Stepančič: Domače naloge (MK) Hana Stupica: Rokavička (MK) | Na razpis je prispelo 20 slikanic 11 založb. |        |
| 2014 | Huiqin Wang: Ferdinand Avguštin Hallerstein: Slovenec v Prepovedanem mestu (MK) priznanje nove poti: Tomaž Šalamun (il. Arjan Pregl): Modro ne bo (Morfem) | Maša Ogrizek, Dunja Jogan: Slon na drevesu Lucija Stepančič in Damijan Stepančič: Anton! Bina Štampe Žmavc, Polona Lovšin: Princesa srca Huiqin Wang: Ferdinand Avguštin Hallerstein: Slovenec v Prepovedanem mestu (MK) Tomaž Šalamun (il. Arjan Pregl): Modro ne bo (Morfem)                                                                                   | Na razpis je prispelo 33 slikanic. |        |
| 2013 | France Prešeren, Damijan Stepančič: Zdravljica | Jacob in Wilhelm Grimm, Damijan Stepančič: Železni Janez (MK) Nina Mav Hrovat, Ana Zavadlav: O miški, ki je zbirala pogum (MK) Tone Pavček, Suzi Bricelj: Krokodil (MIŠ) Andrej Rozman - Roza, Zvonko Čoh: Pesmi iz rimogojnice (MK) France Prešeren, Damijan Stepančič: Zdravljica (MK)                                                                         | Na razpis je prispelo 54 slikanic. |        |
| 2012 | Vitomil Zupan: Pravljica o črnem šejku z rdečo rožo | | Na razpis je prispelo 56 slikanic. |        |
| 2011 | Andrej Rozman Roza in Zvonko Čoh: Urška | Ida Mlakar (il. Kristina Krhin): Kako sta Bibi in Gusti sipala srečo (Didakta) Tone Pavček (il. Suzi Bricelj): Po morju plava kit (Miš) Damijan Stepančič: Zgodba o sidru (MK) Peter Svetina (il. Damijan Stepančič): Kako je Jaromir iskal srečo (Mohorjeva Celovec) Andrej Rozman Roza (il. Zvonko Čoh): Urška (MK)                                            | Na razpis je prispelo 50 slikanic. Nagrada je bila podeljena v sredo, 30. marca v Cankarjevem domu v Ljubljani, kot uvod v Svetovni vrh knjige.                              |        |
| 2010 | Matjaž Schmidt: Slovenske pravljice (in ena nemška) v stripu | Neli Kodrič Filipić (il. Tomislav Torjanac): Punčka in velikan (MK) Barbara Hanuš (il. Ana Zavadlav): O Jakobu in muci Mici - Rojstni dan (Miš) Miklavž Komelj (il. Zvonko Čoh): Kako sta se gospod in gospa pomirila (MK) Lilijana Praprotnik-Zupančič: Dinozavri (MK) Matjaž Schmidt: Slovenske pravljice (in ena nemška) v stripu (MK)                        | Na razpis je prispelo 67 slikanic. |        |
| 2009 | Nina Mav Hrovat: O kralju, ki ni maral pospravljati | | Na razpis je prispelo 55 slikanic. |        |

## Izvirna slovenska slikanica 2008
Na razpis »Izvirna slovenska slikanica 2008« je prispelo 33 prijav. Med njimi je žirija, v sestavi Darja Lavrenčič Vrabec, Maja Gspan in Judita Krivec Dragan, izbrala pet nominirancev. Slavnostna prireditev razglasitve najlepše izvirne slovenske slikanice se je odvijala v Manziolijevi palači v Izoli.

### Nominiranci
- Medo reši vsako zmedo

Mojiceja Podgoršek – avtorica besedila, Polona Lovšin – avtorica ilustracij, Damodar, Zbirka »Igrivo branje«
- Moj očka

Lilijana Praprotnik–Zupančič – avtorica besedila in ilustracij, Mladinska knjiga, Zbirka Žlabudron
- Ah, ti zdravniki

Cvetka Sokolov – avtorica besedila, Peter Škerl – avtor ilustracij, Mladinska knjiga, Zbirka Velike slikanice
- Štiri črne mravljice

Anja Štefan – avtorica besedila, Zvonko Čoh – avtor ilustracij, Mladinska knjiga, Knjižica Čebelica; 417

### Zmagovalec
- Klobuk gospoda Konstantina
  - Peter Svetina – avtor besedila
  - Peter Škerl – avtor ilustracij,
  - DZS
- Utemeljitev žirije

Prava meščanska pravljica, lepo zaokrožena, duhovito povedana, najbrž namenjena vsem po vrsti, majhnim in velikim – z dobro poantirano zgodbo, da se prave stvari vedno prav iztečejo, saj celo narava pomaga prijaznim in lepim zgodbam k srečnim koncem. Duhovite besedne igrarije in  spretno zasnovana ter dobro stopnjevana zgodba, ki sicer v zvezi z zgodbami o klobukih ni nekaj povsem novega, se malce spogleduje s slikanico Klobuk Tomija Ungererja, ki se je za večno zapisala v zakladnico najboljše svetovne slikaniške produkcije, pa kljub temu učinkuje sveže in prepričljivo, morda prav zaradi blage in prijazne dobronamernosti, oziroma občutka harmoničnosti in posebne/ izrazite  urbane estetike, ki je mojstrsko izpeljana tako v besednem kot v likovnem izrazu. Če dobro slikanico v sozvočju ustvarjajo beseda, podoba in oblika, potem lahko knjigo Klobuk gospoda Konstantina predstavimo kot vzorčen primer tega, za razvoj bralne in vizualne kulture tako zelo pomembnega žanra. Ne glede na to, ali je zgodba tako očarala slikarja ali pa je način pripovedi že sam po sebi blizu njegovemu likovnemu svetu, se podobe z neverjetno lahkoto in šarmom spogledujejo z zapisanimi stavki. Umetnik pripoveduje s sijajno opisno risbo, ki v detajlih premore filigransko natančnost, ter predvsem s svežimi, razigranimi barvami, kakršne obsije svetloba pomladnega sonca. Čeprav uporablja sodoben, za mlade ilustratorje značilen pristop v upodabljanju figur in prostora, je v svojski navezanosti na tradicionalno knjižno slikarstvo in deloma tudi na motivni svet nekih minulih, zato tudi pravljičnih časov, razvil prepoznaven avtorski slog. Skozi živahen potep prek mesta, kjer ne manjka humornih domislic in lirično občutenih pogledov zmore Peter Škerl popeljati zelo širok krog mladih bralcev in gledalcev.

## Izvirna slovenska slikanica 2007
Na razpis »Izvirna slovenska slikanica 2007« je prispelo 43 slikanic iz 22 založb. Strokovna žirija v sestavi Alenka Zor Simoniti, Judita Krivec Dragan in Jakob Kenda je med prijavljenimi deli izbrala 5 nominirancev. Slavnostna prireditev razglasitve najlepše izvirne slovenske slikanice je bila v Muzeju novejše zgodovine v Celju.

### Nominiranci
- Pepelka

brata Grimm – avtorja besedila, Alenka Sottler – avtorica ilustracij, Mladinska knjiga
- Zverinice

Miklavž Komelj – avtor besedila, Marjan Manček – avtor ilustracij, Mladinska knjiga
- Kako sta Bibi in Gusti porahljala prepir

Ida Mlakar – avtorica besedila, Kristina Krhin – avtrica ilustracij, Didakta
- Ravno prav velik

Nataša Konc Lorenzutti – avtorica besedila, Ana Zavadlav – avtorica ilustracij, Družina d.o.o

### Zmagovalec
- Sto ugank
  - Anja Štefan – avtorica besedila
  - Jelka Reichman – avtorica ilustracij
  - Mladinska knjiga
- Utemeljitev žirije

Zbirka stotih ugank Anje Štefan govori predvsem o avtoričini izvrstni pesniški kondiciji: velikemu številu pesniško-enigmatskih utrinkov navkljub le redko katera uganka ne dosega estetskih in spoznavnih meril, kot si jih je zastavila Anja Štefan. In ta nikakor niso zastavljena nizko, čeprav bi se lahko zdelo nasprotno. Če na pesniškem nivoju omenimo kot eno najbolj tipičnih potez samo ritmizacijo, je ta karseda šolska – jambska, trohejska ali daktilska – na nivoju spoznavnega pa so v očitnem ospredju najbolj osnovni in relativno nezapleteno skriti pojmi sveta najmlajših: odgovore domala vseh stotih ugank lahko zajamemo z izrazi hrana, živali in predmeti. A to po eni strani izvrstno ustreza ciljni publiki pričujoče slikanice – najmlajšim v predšolskem obdobju – po drugi strani pa se v opisanem skriva marsikatero pesniško mojstrstvo. Če se spet omejimo zgolj na ritem, Štefanova vsekakor do potankosti obvlada obratni uvodni takt verza in cezure razpostavlja z izurjeno lahkotnostjo, zato pa njene uganke zvenijo tako klasično, kot le najboljše v slovenski tradiciji tovrstnega pisanja od Župančiča dalje. Otroški percepciji sveta so zavezane tudi ilustracije Jelke Reichman. Ilustratorka ustvarja s suvereno risbo in z njo usklajeno paleto barv, ki odražata mojstrsko obvladovanje metjeja, prepričljive podobe srečnega otroštva, v katerih samoumevno sobivajo otroci, živali in rastline, igrače in predmeti vsakdanje rabe. Navdih za svoje, tudi odraslim ljube like, najde kar v svojem neposrednem življenjskem okolju. Jelka Reichman ostaja radovedna in kot njeni otroci, široko odprtih oči in srca, občutljiva tudi za tisto,  kar ostaja skrito bežnemu pogledu. Ko prelistavamo njuno skupno slikanico Sto ugank, se našim očem odpirajo živo pisane poljane podob in podobic, besed in verzov, med katerimi lahko vedno najdemo še kaj neznanega.

## Izvirna slovenska slikanica 2006
Na razpis »Izvirna slovenska slikanica 2006« je prispelo 43 slikanic iz 22 založb. Strokovna žirija v sestavi Judita Krivec Dragan, Tilka Jamnik, Boris Balant, Marjan Gujtman in Vasja Kožuh je med prijavljenimi deli izbrala 5 nominirancev. Slavnostna prireditev razglasitve najlepše izvirne slovenske slikanice je bila v Štihovi dvorani Cankarjevega doma.

### Nominiranci
- Mojca Pokrajculja

Koroška pripovedka, Andreja Peklar – avtorica ilustracije, Prešernova družba
- 1001 pravljica

Lilijana Praprotnik - Zupančič – avtorica besedila in ilustracije, Mladinska knjiga
- Marela

Andrej Rozman Roza – avtor besedila, Zvonko Čoh – avtor ilustracije, Mladinska knjiga
- Bobek in barčica

Anja Štefan – avtorica besedila, Polona Lovšin – avtorica ilustracije, Mladinska knjiga

### Zmagovalec
- Fant z rdečo kapico
  - Andreja Peklar – avtorica besedila in ilustracije
  - Inštitut za likovno umetnost
- Utemeljitev žirije

Avtorska slikanica Andreje Peklar razlaga nastanek vaške situle, enega vrhunskih del naše in evropske prazgodovine (prehod iz 6. v 5. stoletje pr.nš.), in hkrati pripoved, ki je upodobljena na njenem pločevinastem plašču. Ilustracija je usklajena z besedilom in stilno poustvarja prizore z vaške situle. Zlatorogi jelen je teptal žito, zato so nanj poslali največjega junaka, med tem pa so umetniki za slavje pripravili situlo z opojno pijačo. V gozd je na skrivaj odšel tudi fant z rdečo čepico in zlatorogega spomnil, da zemlja pripada nam vsem; zato je jelen prenehal pustošiti, lovci pa so za  vedno odložili loke. Slikanica prinaša univerzalno sporočilo o sožitju in medsebojnem spoštovanju, izčiščeno starodavno modrost, aktualno za sodobni čas. Ilustracija je suverena, sodobna, pa kljub temu prepoznavno citira likovno predlogo. Prav zaradi izvirne zamisli in njene likovne rešitve slikanica odpira nove možnosti na področju ilustracije. S povzemanjem starodavnih načinov likovne pripovedi, ki jo v tem primeru interpretirajo v friz postavljene figure, je avtorici uspelo oživiti del vsebin in estetik naše dediščine, obenem pa s ponovnim odkritjem arhaičnih podob posebne lepote obogatiti motivni svet sodobne ilustracije pri nas. Format je skladen s pasovno logiko situlne umetnosti. Pohvaliti velja tudi tehnično izvedbo knjige, ki je zahtevna in kvalitetno izpeljana. Knjižica je sodoben, estetsko dognan in zlasti inovativen prikaz slovenske kulturne dediščine mladim bralcem. Je dober (didaktičen) zgled, kako jim približati zgodovino in hkrati ponuditi vrsto spodbud za raziskovanje in (po)ustvarjanje. Slikanica je lahko tudi odlično in žlahtno promocijsko gradivo.

## Izvirna slovenska slikanica 2005
Na razpis nagrade »Izvirna slovenska slikanica 2005« je prispelo 18 slikanic iz 9 slovenskih založb in ena, ki je izšla v samozaložbi. Strokovna žirija, v sestavi Judita Krivec Dragan, Tilka Jamnik in Boris Balant je med prijavljenimi deli v ožji izbor predlagala 5 slikanic. Slavnostna prireditev razglasitve najlepše izvirne slovenske slikanice je bila v Hiši otrok in umetnosti v Ljubljani. Nagrada se je že drugo leto znašla v manjši krizi, ki bi lahko ogrozila njen nadaljnji obstoj. Zaradi pomanjkanja finančnih sredstev namreč zmagovalka ni prejela nobene finančne nagrade.

### Nominiranci
- Kako sta Bibi in Gusti preganjala žalost

Ida Mlakar – avtorica besedila, Kristina Krhin – avtorica ilustracije, Didakta
- Rdeča hiša

Cvetka Sokolov – avtorica besedila, Peter Škerl – avtor ilustracije, Mladinska knjiga
- Medvedek, kaj delaš?

Slavica Remškar – avtorica besedila, Zvonko Čoh - avtor ilustracije, Mladinska knjiga
- Zvezdica Zaspanka

Frane Milčinski-Ježek – avtor besedila, Gorazd Vahen – avtor ilustracije, Sanje

### Zmagovalec
- Mednarodni živalski slovar
  - Lilijana Praprotnik - Zupančič – avtorica besedila in ilustracije
  - Natalija Bela et al – prevajalka
  - Mladinska knjiga
  - zbirka Žlabudron
- Utemeljitev žirije

Lila Prap je prispevala zamisel in ilustracije slikanice, ki prikazuje, da se tako kot ljudje tudi živali po svoji govorici razlikujejo od države do države. V določenem  trenutku jezikovnega razvoja in učenja tujih jezikov otrok spozna, da se tudi oponašanje iste živali v različnih jezikih sliši drugače. Oglašanje posamezne živali je na način stripa z občutkom integrirano v ilustracijo; dodana pa je tudi zastava države, kjer se določen jezik govori. Na začetku in koncu slikanice je obsežen seznam jezikov, opremljen z zastavo ustrezne države.  Na uporabni ravni je slikanica lahko vadnica za začetno učenje tujih jezikov za (najmlajše) otroke, in je obenem slovar besed, kako se določene živali oglašajo v 50 jezikih. Obenem slikanica spodbuja k spoznavanju sveta, držav in njihovih zastav , ter prek njih k raznolikosti jezikov in kultur. Avtorica je svoj likovni svet popolnoma prilagodila dojemanju otroka, ki še ne prebira besednih zapisov ali pa se le-teh komaj uči. Prisrčna, a premišljeno stilizirana živalska bitja, s katerimi se mladi bralec / gledalec najpogosteje srečuje, odražajo izrazito sodoben pogled na ilustracijo s prepoznavnim in izvirnim rokopisom, a hote ostajajo v domeni domišljijskih predstav tistih, ki so jim namenjena. Že arhetipsko pojmovani liki se suvereno umeščajo v format slikanice ter se tako na oblikovni kot pomenski ravni samoumevno povezujejo s črkami in besedami v kompleksno celoto. Ovitek in papir sta pazljivo izbrana, všečen je tudi format knjige, ki še dodatno podpira kvalitetne in izrazite ilustracije.

## Izvirna slovenska slikanica 2004
Na razpis »Izvirna slovenska slikanica 2004« je prispelo 43 slikanic 19 slovenskih založb. Strokovna žirija, v sestavi Judita Krivec Dragan, Tilka Jamnik in Boris Balant, je med prijavljenimi deli izbrala 5 nominirancev. Slavnostna prireditev razglasitve najlepše izvirne slovenske slikanice je bila v Narodni galeriji v Ljubljani.

### Nominiranci
- Mrožek dobi očala

Peter Svetina – avtor besedila, Mojca Osojnik – avtorica ilustracij, Mladinska knjiga
- Polž Vladimir gre na štop

Mojca Osojnik – avtorica besedila in ilustracij, Mladinska knjiga
- Zvezda s čepico

Slavko Pregl – avtor besedila, Arjan Pregl – avtor ilustracij, Mladika
- Zbirka Sedmerica velikih

Oton Župančič, Dane Zajc, Niko Grafenauer – avtorji besedila, Marlenka Stupica, Rudi Skočir – avtorja ilustracij, Prešernova družba

### Zmagovalec
- Obuti maček
  - Charles Perrault – avtor
  - Zvonko Čoh – ilustrator
  - Marija Javoršek – prevajalka
  - Maša Kozjek – oblikovalka,
  - Mladinska knjiga,
  - Zbirka Najlepše pravljice / Velike slikanice
- Utemeljitev žirije

Pravljica Charlesa Perraulta  sodi med bisere svetovne literature. V Sloveniji je že dolgo prisotna v različnih prevodih v zbirkah in v samostojnih izdajah. Toda preverjeno klasično besedilo je dobilo šele v prevodu Marije Javoršek in z ilustracijami Zvonka Čoha podobo, ki je v celoti vrhunska in umetniško dovršena. Ilustrator Zvonko Čoh je v pravljici, ki je doživela že veliko likovnih upodobitev, sijajno združil tradicionalno , v srednjeevropskem pravljičarstvu utemeljeno ilustracijo, ter sodobno, z izkušnjami filma in stripa posodobljeno slikarsko pripoved. V oblikovno in barvno bogatih prizoriščih, kjer ne manjka duhovitih podrobnosti, oživijo znani liki v vsej domišljiji pripovedovalca in bralca; zlasti se razživita njihova humorna plat in zvijačnost. Oboje je slikarju še posebej blizu, saj se je Čoh uveljavil prav z značilno šaljivim, včasih pobalinsko simpatičnim pogledom na svet. Nič manj pomembna in v zadnjih delih posebej opazna ni njegova izrazito slikarska interpretacija literarne predloge. Daljna izhodišča za slikovite pokrajine in očarljive notranjščine bi lahko našli celo v 19. stoletju, ki je bilo usodno za razvoj slovenskega slikarstva nasploh. V Obutem mačku je Zvonko Čoh dosegel enega svojih vrhov, saj je vse elemente svoje značilne ilustracije združil v kakovostno in izvirno podobo, kjer uravnoteženo sobivajo smisel za slikarstvo, ljubezen do satire in karikature ter sodobna estetika animiranega filma. Usklajenost črkovnega materiala in ilustracije, dober izbor papirja in kvalitetna vezava prispevajo k splošnemu vtisu dodelanosti in kvalitete.